# Le Rappeur de Malibu
Pour plus de détails, voir Fiche technique et Distribution.
Le Rappeur de Malibu ou Le Truand de Malibu (Malibu's Most Wanted) est un film américain réalisé par John Whitesell, sorti en 2003.

## Fiche technique
- Titre original : Malibu's Most Wanted
- Titre français : Le Rappeur de Malibu ou Le Truand de Malibu
- Réalisation : John Whitesell
- Scénario : Fax Bahr, Adam Small, Jamie Kennedy et Nick Swardson
- Photographie : Mark Irwin
- Musique : John Van Tongeren
- Pays d'origine : États-Unis
- Genre : comédie
- Date de sortie : 2003

## Distribution
- Jamie Kennedy (VQ : Gilbert Lachance) : Brad 'B-Rad' Gluckman
- Taye Diggs (VQ : Patrice Dubois) : Sean James
- Anthony Anderson (VQ : François L'Écuyer) : PJ
- Regina Hall (VQ : Camille Cyr-Desmarais) : Shondra
- Blair Underwood (VQ : Pierre Auger) : Tom Gibbsons
- Damien Dante Wayans (VQ : Jean-François Beaupré) : Tec
- Ryan O'Neal (VQ : Hubert Gagnon) : Bill Gluckman
- Bo Derek : Bess Gluckman
- Jeffrey Tambor (VQ : Jean-Marie Moncelet) : Dr Feldman
- Kal Penn (VQ : Sébastien Reding) : Hadji Amerislani
- Nick Swardson (VQ : Olivier Visentin) : Mocha
- Kellie Martin : Jen
- Greg Grunberg : Brett
- J.P. Manoux : Gary
- Niecy Nash (VQ : Johanne Léveillé) : Gladys
- Terry Crews (VQ : Marc-André Bélanger) : 8 Ball
- Tory Kittles : Deuce
- Noel Gugliemi : Snuffy
- Suzy Nakamura : Soon-Yee Baxter Hernandez
- Snoop Dogg : Ronnie Rizzat (voix)
- Big Boy : Big Boy
- Sarah Thompson : Krista
- Christa Campbell : Féministe en colère
- Giuliana Rancic : Masseuse
- Rhona Bennett

Source : Version québécoise (VQ) sur Doublage.qc.ca